# Elmore (Gloucestershire)
Elmore – wieś w Anglii, w hrabstwie Gloucestershire, w dystrykcie Stroud. Leży 6 km na południowy zachód od miasta Gloucester i 155 km na zachód od Londynu.